# Lijst van libellen van Kaapverdië
Deze Lijst van libellen van Kaapverdië toont de op de Kaapverdische eilanden Brava, Fogo, Santiago, Maio, Boa Vista, Sal, São Nicolau, São Vicente en Santo Antão voorkomende Odonata.
Er zijn 18 soorten libellen vastgesteld in Kaapverdië.

## Lestidae
| Soort                        | Brava | Fogo | Santiago | Maio | Boa Vista | Sal | São Nicolau | São Vicente | Santo Antão | eiland onbekend |
| ---------------------------- | ----- | ---- | -------- | ---- | --------- | --- | ----------- | ----------- | ----------- | --------------- |
| Lestes pallidus Rambur, 1842 |       |      |          |      | x         |     |             | x           |             |                 |

## Coenagrionidae
| Soort                                | Brava | Fogo | Santiago | Maio | Boa Vista | Sal | São Nicolau | São Vicente | Santo Antão | eiland onbekend |
| ------------------------------------ | ----- | ---- | -------- | ---- | --------- | --- | ----------- | ----------- | ----------- | --------------- |
| Agriocnemis exilis Selys, 1872       |       |      |          |      | x         |     |             |             |             |                 |
| Ischnura senegalensis (Rambur, 1842) |       |      | x        |      | x         |     |             | x           |             |                 |
| Pseudagrion glaucescens Selys, 1876  |       |      |          |      |           |     |             | x           |             |                 |

## Aeshnidae
| Soort                              | Brava | Fogo | Santiago | Maio | Boa Vista | Sal | São Nicolau | São Vicente | Santo Antão | eiland onbekend |
| ---------------------------------- | ----- | ---- | -------- | ---- | --------- | --- | ----------- | ----------- | ----------- | --------------- |
| Anax ephippiger (Burmeister, 1839) |       |      | x        | x    | x         |     |             |             | x           |                 |
| Anax imperator Leach, 1815         |       | x    | x        | x    | x         |     |             | x           | x           |                 |
| Anax rutherfordi McLachlan, 1883   |       |      |          |      |           |     |             |             | x           |                 |
| Anax tristis Hagen, 1867           |       |      | x        |      |           |     |             |             | x           |                 |

## Libellulidae
| Soort                                          | Brava | Fogo | Santiago | Maio | Boa Vista | Sal | São Nicolau | São Vicente | Santo Antão | eiland onbekend |
| ---------------------------------------------- | ----- | ---- | -------- | ---- | --------- | --- | ----------- | ----------- | ----------- | --------------- |
| Brachythemis leucosticta (Burmeister, 1839)    |       |      |          |      |           |     |             | x           |             |                 |
| Crocothemis erythraea (Brullé, 1832)           | x     | x    | x        | x    | x         | x   | x           | x           | x           |                 |
| Orthetrum trinacria (Selys, 1841)              | x     |      | x        | x    | x         |     | x           | x           | x           |                 |
| Pantala flavescens (Fabricius, 1798)           | x     | x    | x        | x    | x         |     | x           | x           | x           |                 |
| Sympetrum fonscolombii (Selys, 1840)           |       |      | x        |      | x         | x   | x           | x           | x           |                 |
| Tramea basilaris (Desjardins, 1832)            |       |      | x        |      |           |     |             |             |             |                 |
| Tramea limbata (Desjardins, 1832)              |       |      |          |      | x         |     |             |             |             |                 |
| Trithemis annulata (Palisot de Beauvois, 1807) | x     | x    | x        | x    | x         |     | x           | x           | x           |                 |
| Trithemis arteriosa (Burmeister, 1839)         |       |      |          |      |           |     |             |             |             | x               |
| Zygonyx torridus (Kirby, 1889)                 | x     | x    | x        |      |           |     | x           |             | x           |                 |